# Vastestof-NMR
Vaste stof-NMR is het gebruik van kernspinresonantie (NMR, afkorting uit het Engels: Nuclear Magnetic Resonance) om de structuur en dynamiek van vaste stoffen te bestuderen. Over het algemeen wordt de NMR-methode meestal op vloeistoffen en opgeloste moleculen toegepast.
In een gecondenseerde fase (vloeistof, glas, kristallijne vaste stof) ondervindt een atoomkern een groot aantal wisselwerkingen van de andere spins rondom, die tot een verbreding van het NMR-signaal leiden. Bovendien is het NMR-signaal van een atoom in een molecuul afhankelijk van de oriëntatie van het molecuul in het magneetveld. In een vaste stof kunnen de moleculen zich niet zo bewegen of omwentelen, wat er toe leidt dat de NMR-pieken vaak heel breed zijn. Deze brede signalen zijn heel moeilijk te detecteren en overlappen vaak zo erg dat interpretatie van de signalen niet mogelijk is. 
Vaste stof-NMR is daarom meestal gebaseerd op experimenten die de NMR-signalen scherper te maken. Meestal gebeurt dit door het hele monster razendsnel onder een hoek van ongeveer 54 graden met de richting van het magnetisch veld om te wentelen. Als dit snel genoeg gebeurt (duizenden rotaties per seconde!) dan middelen de genoemde wisselwerkingen zich namelijk ook grotendeels uit en wordt er een bruikbaar spectrum verkregen. Deze techniek is de basis van de zogenaamde "magic angle spinning" (MAS) vaste stof NMR. Als een alternatief, kan men ook de signaal verbreding door de willekeurige oriëntaties van een gepoederd monster vermijden door de moleculen in het magneetveld te oriënteren.